# Manuel Oliver y Hurtado
Manuel Oliver y Hurtado (Màlaga, 1831 - 9 d'abril de 1892) fou un sacerdot i historiador espanyol, membre de la Reial Acadèmia de la Història.
Va estudiar dret a la Universitat de Granada i acabà la carrera a Madrid. Després ingressà al Cos d'Arxivers i treballà com a bibliotecari. En 1866 ingressà a la Reial Acadèmia de la Història. Era germà del també sacerdot José Oliver y Hurtado, amb qui va compondre l'estudi La batalla de Vejer o del lago de la Janda (1869), on després d'un rigorós estudi de les fonts cristianes i musulmanes afirmen que la batalla de Guadalete va tenir lloc a La Janda.

## Obres
- La batalla de Vejer o del lago de la Janda (1869)
- Munda pompeyana (1861)
- Iliberis y Granada